# Jan Lambrecht
Jan Lambrecht (Wielsbeke, 23 aprile 1926 – Lovanio, 4 marzo 2023) è stato un teologo belga, ordinato nella Compagnia di Gesù ed ex membro della Pontificia Commissione Biblica.
Maestro del teologo e biblista gesuita Reimund Bieringer, è autore di numerosi studi in inglese, olandese e francese, nonché di articoli inerenti quasi tutti i libri del Nuovo Testamento, con un'attenzione particolare ai Vangeli e all'Epistolario di san Paolo.

È stato professore emerito di Nuovo Testamento e greco biblico presso la facoltà teologica gesuita della Katholieke Universiteit Leuven, ramo di lingua fiamminga creatosi all'interno dell'Università Cattolica durante il Sessantotto.

## Biografia
Nel 1945 fu iniziato all'interno della Compagnia di Gesù. Sette anni più tardi, conseguì la licenza in Filosofia all'Università Radboud di Nimega, nel 1959 completò la licenza in Storia e lingue orientali presso l'Università Cattolica di Lovanio, e, nel 1960, l'STL in teologia presso la Facoltà Gesuita di locale.

Nel 1965 gli fu conferito un dottorato in Sacra Scrittura (DSS) presso il Pontificio Istituto Biblico di Roma.
Di ritorno da Roma nel '65, Jan Lambrecht divenne professore di studi neotestamentari presso la facoltà gesuitica di Lovanio. Quando nel '68 l'università cattolica di Lovanio si divise nella Katholieke Universiteit di lingua olandese e l'Université Catholique de Louvain di lingua francese, Lambrecht si unì alla prima, divenendo membro della neocostiuita facoltà teologica fiamminga (Faculteit Godgeleerdheid), nella quale rimase come professore di studi del Nuovo Testamento e di greco biblico fino al suo pensionamento nel 1990. Dal 1985 al 1990, ricoprì la carica di decano della facoltà teologica.
Successivamente, è stato professore ospite presso l'Istituto Biblico di Roma (dal 1995 al 2000), presso il seminario maggiore di Pretoria (dal 2001 al 2003), presso la Loyola University di New Orleans (dal 2007 al 2009), e presso il Le Moyne College di Syracuse (dal 2009 al 2010).

Inoltre, fu membro della Pontificia Commissione Biblica per due mandati (dal 1985 al 1995) ed, in particolare, del gruppo di lavoro che redasse il documento The Interpretation of the Bible in the Church